# Cheirogaleus sibreei
Cheirogaleus sibreei — вид крысиных лемуров. Эндемик Мадагаскара.
Долгое время этот вид считался вымершим поскольку среда его обитания была разрушена. Однако в 2010 году исследователи подтвердили, что живой лемур вида Cheirogaleus sibreei был обнаружен в дикой природе. Исследования подтвердили, что его можно рассматривать в качестве отдельного вида.
Cheirogaleus sibreei проводит зиму в спячке в небольших норах на глубине от 10 до 40 см. Во время спячки температура тела снижается до 15 °C.